# Базилос (патриарх Эритрейский)
Базилос (род. 1954, Эфиопия) — шестой патриарх Эритрейской православной церкви.

## Биография
Абуна Базилос родился в 1954 году на территории современной Эритреи. В юношеском возрасте принял монашество, был рукоположен во иеродиакона и вскоре — во иеромонаха.
В 2005 году хиротонисан во епископа.
В 2021 году возведен в архиепископский сан. До избрания на предстоятельскую кафедру занимал должность управляющего делами Эритрейской Церкви.